# Cinematográfica Victoria
Cinematográfica Victoria fue una distribuidora de cine y televisión, fundada supuestamente en 1969, y considerada como una de las productoras más importantes en los años 80, responsable de hacer películas con un humor liviano y un erotismo de baja intensidad.
No se conoce mucho de su historia, más que su gran filmografía y los actores que participaron en la misma.
Sus filmes siempre comenzaban con la conocida introducción de la empresa, que venía acompañada de la sinfonía ''Also sprach Zarathustra, específicamente por "Amanecer", la introducción de esta.

## Historia
Empezó a ser activa en 1970 con el estreno de la película Pimienta y pimentón, protagonizada por Luis Sandrini y José Marrone, siguiéndole a esta Balada para un mochilero de 1971, Mi amigo Luis" de 1972, también con Luis Sandrini y José Marrone, produciendo años después varias comedias conocidas y dramas conocidos con Sandrini, Susana Giménez, Graciela Alfano, al igual que algunas películas con el conocido cantante Sandro, Tristán, y a mediados de los 80s, una trilogía de comedias bastante conocidas por parte de Juan Carlos Altavista y Juan Carlos Calabró en sus personajes de Mingo y Aníbal.
Presuntamente declaró su bancarrota a principios de los años 90s con su última película Enfermero de día, camarero de noche (1990), aunque realmente no se sabe si la empresa sigue en pie.

## Filmografía
- Pimienta y pimentón (1970)
- Balada para un mochilero (1971)
- Mi amigo Luis (1972)
- Allá en el norte (1973) (productora)
- Adiós, Alejandra (1973)
- Andrea (1973)
- Los chicos crecen (1976) (productora)
- Los muchachos de antes no usaban arsénico (1976)
- Así es la vida (1977)
- Yo también tengo fiaca (1978)
- Donde duermen dos... duermen tres (1979)
- Los drogadictos (1979)
- El diablo metió la pata (1980) (distribuidora)
- Subí que te llevo (1980) (distribuidora)
- Sucedió en el fantástico Circo Tihany (1981)
- ¿Los piolas no se casan...? (1981)
- Gran Valor en la Facultad de Medicina (1981)
- Diablito de barrio (1983)
- Mingo y Aníbal, dos pelotazos en contra (1984)
- El telo y la tele (1985)
- Mingo y Aníbal contra los fantasmas (1985)
- Las barras bravas (1985)
- Las aventuras de Tremendo (1986)
- Camarero nocturno en Mar del Plata (1986)
- Las minas de Salomón Rey (1986)
- Mingo y Aníbal en la mansión embrujada (1986)
- Me sobra un marido (1987)
- Tres alegres fugitivos (1988)
- Enfermero de día, camarero de noche (1990)